# Trust (Megadeth-single)
"Trust" er den første sang på Megadeth's syvende studiealbum Cryptic Writings. Den blev udgivet som single 8. maj 1997 på både engelsk og spansk. Sangen blev ofte spillet i radioen og på MTV og nåede førstepladsen på Billboard Mainstream Rock Tracks, hvilket gjorde den til Megadeths mest succesfulde single til dato, fulgt af "Breadline" og "Crush 'Em" fra opfølgeralbummet Risk, som begge blev nr. 6 på samme liste. Den kom senere med på begge opsamlingsalbum, Capitol Punishment og Back to the Start, samt bokssættet Warchest.
Sangen blev nomineret til en Grammy i januar 1998 for Best Metal Performance.

## Spor
1. "Trust" – 5:13
2. "A Secret Place" – 5:31
3. "Tornado of Souls" (live) – 5:55
4. "À Tout le Monde" (live) – 4:52

## Fodnoter
1. ↑  The iTunes music store